# Physicalisme
Le physicalisme, d'après le néologisme allemand « Physikalismus » forgé vers 1930 par Rudolf Carnap, est la thèse, ou doctrine, selon laquelle toutes les connaissances sont réductibles, au moins théoriquement, aux énoncés de la physique.
Les sciences humaines et sociales dont l'art, tout comme les sciences de la nature, qui ont chacune leur vocabulaire et leurs concepts spécifiques, pourraient être retranscrites dans la langue de la physique. Dans la première définition du physicalisme, qui est celle du Cercle de Vienne, une telle langue consiste en un ensemble d’énoncés se rapportant à des objets physiques, à leurs propriétés ainsi qu’à leurs caractéristiques spatio-temporelles. Ce langage se réduit à des protocoles ou comptes-rendus d'expérience et à des énoncés logiques qui n'ont de sens que par rapport à des objets possibles.
En outre, le physicalisme soutient la thèse selon laquelle il n’existe pas de savoir philosophique constitué de thèses qui lui soient propres, qui soient distinctes et indépendantes des thèses scientifiques, et il conçoit l’activité philosophique dans le prolongement de l’activité scientifique, d’abord comme une recherche sur les structures du savoir, puis comme un exercice de clarification et d’interprétation des connaissances scientifiques.
Le physicalisme a été aussi appelé « théorie de l'unité de la science » ou « théorie de la science unitaire ».

## Le physicalisme du Cercle de Vienne
Le physicalisme du Cercle de Vienne semble avoir trouvé sa première formulation avec le sociologue et économiste Otto Neurath, qui élabore au tournant des années 1930 une véritable conception physicaliste du langage de la science. Il convient pour lui de distinguer au moins deux sens du physicalisme : un sens méthodologique et un sens ontologique. Neurath penche nettement pour le premier.
Pour lui, le physicalisme n'est pas une doctrine qui explique la nature ultime des objets, car ce serait faire de la métaphysique, mais un principe méthodologique de description des objets et processus naturels, y compris des sociétés humaines et des processus psychiques, en termes spatio-temporels. Grâce à l'unité de la terminologie et des concepts, la langue physicaliste permet de relier tous les énoncés et utiliser des énoncés de plusieurs disciplines, même éloignées entre elle en apparence, pour prévoir des phénomènes complexes.
Neurath évoque à titre d'exemple un incendie de forêt. Dans la prévision de son évolution entrent aussi bien des énoncés de géographie que de météorologie et de botanique ; de plus, si l'on veut prévoir le comportement d'une tribu exotique face à l'incendie, il est nécessaire de recourir aux énoncés de la sociologie, de l'ethnologie et de la psychologie. Or, dans les pronostics, tous ces énoncés doivent pouvoir se combiner, tous doivent donc utiliser le même langage et une terminologie unitaire. La visée ultime du physicalisme est la construction d'une science unitaire sur la base de ce langage.

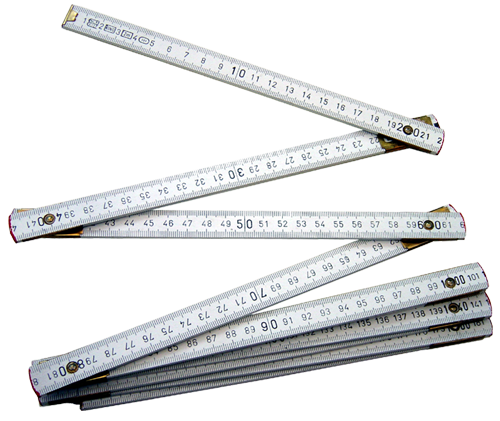
Pour Neurath, l'explication scientifique passe nécessairement par la mesure et la quantification.

Au cœur du physicalisme se trouve le problème de la description des événements psychiques en termes physicaliste (voir le problème corps-esprit). Conformément à la thèse physicaliste, la terminologie qui parle de la conscience doit être remplacée par la description des processus neuro-physiologiques ou des événements corporels observables comme les gestes et les paroles. Avec l'âme et d'autres accessoires de la vieille métaphysique, Neurath congédie également la conscience. Les concepts proprement psychologiques doivent être remplacés ou éliminés de l'explication du comportement des êtres humains et des autres organismes vivants (cf. l'éliminativisme):

« Non seulement l'esprit n'est plus un produit de la matière, mais on ne peut même plus formuler de manière sensée les expressions "esprit" ou "processus spirituel" ni parler d'esprit ; à leur place entrent, sur un plan fondamental, des formulations dans lesquelles entrent uniquement des relations spatio-temporelles […]. La question "esprit" ou "matière" est résolue par la disparition de la doctrine de l'esprit ; seule reste la doctrine de la "matière", à savoir la physique. Ce qui est donné comme science du réel ne saurait être autre chose que la physique. »

La physique, au sens large, devient une discipline englobante, une transdiscipline dont la terminologie prétend à l'universalité. On parlera alors de réductions homogènes de tous les champs du savoir à celui de la physique.

## Le physicalisme ontologique
Le physicalisme ontologique ou métaphysique désigne l'ensemble des doctrines ontologiques qui soutiennent que toutes les entités qui existent dans le monde sont ultimement des entités physiques qui peuvent ou pourraient, en principe, être décrites par les sciences physiques, et dont les interactions causales sont complètement gouvernées par des lois physiques.
Cette forme de physicalisme correspond à la forme contemporaine du matérialisme et a été développée la première fois comme système philosophique par W. V. O. Quine à partir des années 1950. Elle s'oppose explicitement au dualisme de type cartésien et tente de concilier le matérialisme avec les concepts mentaux relevant de notre conception commune de l'esprit. La thèse métaphysique du physicalisme selon laquelle il n'existe que des entités ou des propriétés physiques implique que les entités mentales, si elles existent, n'ont pas de statut ontologique particulier. Cette thèse fait aujourd'hui l'objet d'un assez large consensus au sein de la métaphysique analytique et de la philosophie de l'esprit, mais elle a aussi ses opposants parmi des philosophes de l'esprit contemporains qui font autorité comme Thomas Nagel ou David Chalmers.

### Physicalismes réductionnistes
Une version particulièrement forte du physicalisme a été proposée par U. T. Place et J. J. C. Smart pour résoudre la question de la nature de l'esprit dans un cadre matérialiste. Il s'agit de la théorie dite de l'« identité des types » (type identity) ou théorie de l'identité psychophysique (aussi appelée tout simplement « matérialisme » dans le sens restrictif qui lui est donné en philosophie de l'esprit). Elle s'inspire largement du modèle de la réduction interthéorique dans les sciences. La psychologie est conçue comme une théorie de haut niveau en principe réductible à une théorie physico-chimique des états et processus cérébraux. Les types d'entités et de propriétés que la psychologie postule sont identifiés à des types d'entités ou de processus cérébraux. Cette identification consiste à mettre en correspondance de façon systématique les concepts psychologiques avec ceux de la neurobiologie, et, par ce biais-là, à les relier aux concepts encore plus fondamentaux de la physique-chimie. La nature des entités mentales et leurs pouvoirs causaux ne peuvent s'expliquer sans cette réduction et identification au moins théoriques de la psychologie à un discours renvoyant à la structure et à l'activité du cerveau. 
Le matérialisme éliminativiste est une version encore plus radicale de physicalisme qui remet en cause la possibilité d'une telle réduction et qui propose donc que les concepts mentaux soient éliminés du vocabulaire de la langue physicaliste. Selon Paul et Patricia Churchland, nos concepts mentaux sont issus de notre psychologie naïve de tous les jours, conçue comme une théorie empirique proto-scientifique, obsolète et largement erronée. Les concepts et les énoncés de cette psychologie, parce qu'ils diffèrent radicalement de ceux de la physique, de la chimie et de la biologie (des neurosciences notamment), ne peuvent être traduits terme à terme dans un langage scientifique plus fondamental, comme le sont par exemple les concepts définis par la neurobiologie. Aussi, doivent-ils être éliminés et remplacés par les catégories scientifiquement valides et réductibles des neurosciences. 
Selon Stephen Stich, les catégories de la psychologie naïve doivent être redéfinies de telle façon à être réductibles à des propriétés ou à des entités neurobiologiques, ce qui revient à adopter une démarche de « révision » plutôt que d'élimination à l'égard du vocabulaire mentaliste.

### Physicalismes non réductionnistes
Depuis les années 1970, de nombreux philosophes de l'esprit ont défendu l'idée que la compatibilité du discours psychologique avec le physicalisme n'exige pas une réduction de la psychologie aux sciences physiques. 

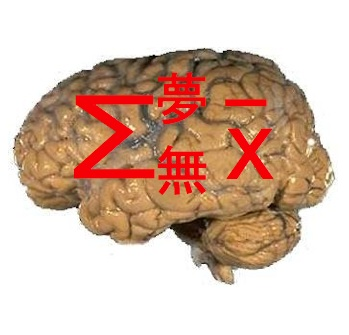
Pour le fonctionnalisme, le cerveau humain et l'esprit sont dans le même rapport que l'ordinateur et le programme informatique qu'il exécute.

Le monisme anomal proposé par Donald Davidson admet que chaque processus (« événement ») mental particulier est identique à un processus physique particulier, autrement dit, il admet que les concepts mentaux réfèrent aux mêmes événements que les concepts physiques. Il adopte ainsi la théorie dite de l'« identité des occurrences » (token identity). Davidson considère toutefois que les concepts mentaux sont irréductibles à des concepts physiques. En effet, il n'y a de lois causales strictes qu'au niveau physique. Or, les descriptions et explications psychologiques du comportement opèrent dans un cadre essentiellement normatif et holiste qui fait appel à des "raisons" ou "motifs" de l'action plutôt qu'à des causes du comportement. Si, pour Davidson, les processus mentaux sont bien les causes des processus physiques, c'est seulement en tant qu'ils sont des événements physiques et non pas en vertu des propriétés que les concepts mentaux décrivent. Cela revient à exclure les propriétés mentales de l'ontologie physicaliste.
Le fonctionnalisme, en particulier dans la version qu'en donnent Jerry Fodor et Hilary Putnam, propose une forme de physicalisme non réductionniste, reposant également sur l'identité des occurrences. Il considère que ce qui définit les propriétés mentales et les types d'états mentaux n'est pas leur constitution physique mais leur fonction ou « rôle causal » au sein d'un système physique en interaction avec son environnement. Les états internes d'une machine artificielle complexe, d'un ordinateur notamment, peuvent ainsi théoriquement jouer le même rôle que ceux du cerveau humain.
La notion de survenance, développée notamment par Jaegwon Kim, à la suite de Davidson, a souvent été utilisée pour préciser la nature des liens de dépendance entre propriétés mentales et physiques, dans un cadre physicaliste non réductionniste.